# روسیگاما
روسیگاما (به لاتین: Rusigama) یک منطقهٔ مسکونی در سری‌لانکا است که در استان مرکزی (سری‌لانکا) واقع شده‌است.